# Лісова метушня
Лісова Метушня (англ. Forest Shuffle) — стратегічна карткова гра німецького автора ігор Кош для двох-п'яти осіб, випущена у 2023 році. У грі гравці намагаються створити змішаний ліс, висаджуючи різні дерева, рослини та тварин. Гра вийшла у 2023 році у видавництві Lookout Games та була перекладена багатьма мовами, у тому числі українською під видавництвом Lord of Boards. У 2024 році вона отримала премію Deutscher Spiele Preis.

## Тема та комплектація
Лісова Метушня — це карткова гра, де гравці будують змішаний ліс, висаджуючи різні дерева, рослини та тварин. Життя у лісі впливає одне на одне, і взаємодія між його мешканцями приносить гравцям переможні бали. Перемагає гравець, який у кінці гри набере найбільше балів.
Комплектація гри включає 180 карт, з яких 66 — дерева, 48 — карти для додавання над або під деревами, 44 — карти для додавання збоку дерев, а також три карти «Зимовий прихід». Також є 14 допоміжних карт, п'ять карт печер, ігрове поле для викладання карт та блокнот для підрахунку балів.

## Правила гри
На початку гри ігрове поле для викладання карт, або «Галявина», розміщується посеред столу, а допоміжні карти викладаються для довідки. Кожен гравець отримує карту печери. Усі інші карти, крім «Зимових прихід», перемішуються, а залежно від кількості гравців до 30 карт видаляються з гри. Решту карт ділять на три частини, і дві карти «Зимовий прихід» перемішуються в одну частину колоди. Третя карта кладеться зверху, після чого на неї викладаються дві інші частини. Кожен гравець отримує шість карт.
Гра відбувається по черзі. Гравець може або взяти дві карти (з колоди або з Галявини), або розіграти карту зі своєї руки у своєму лісі. Якщо гравець обирає взяти карту, він може вибрати або закриту карту з колоди, або відкриту з Галявини. Ліміт на картки в руці — десять.
Якщо гравець розігрує карту у свій ліс, він повинен заплатити кількість карт, вказану на розіграній карті, виклавши ці карти відкрито на Галявину. Якщо гравець розігрує дерево, додатково відкривається ще одна карта з колоди на Галявину. Інші карти (тварини, рослини, гриби) розміщуються зверху або знизу, або зліва чи справа від дерева. Якщо у гравця немає дерева, він може розіграти карту саджанця. Якщо карта має бонус або ефект, він виконується негайно. Гриби дають постійні бонуси до кінця гри. Деякі карти дозволяють гравцям забирати карти з Галявини до печери, де вони принесуть переможні бали в кінці гри.
Коли в останній третині колоди випадають карти «Зимовий прихід», гра закінчується, коли з'являється третя карта. Після цього ліс кожного гравця оцінюється за картами, і перемагає гравець з найбільшою кількістю балів.

## Випуск та відгуки
Гра Лісова Метушня була розроблена автором Кошем і видана у 2023 році видавництвом Lookout Games. Того ж року вона вийшла багатьма мовами, включаючи англійську, французьку, іспанську, італійську, угорську, українську та польську. У 2024 році вийшли версії на голландській, російській, литовській, латвійській, естонській, грецькій, китайській та японській мовах.
Гра отримала здебільшого позитивні відгуки. Критик ігор Гаральд Шраперс оцінив гру на 8 із 10 можливих балів. Він назвав її «видатною картковою грою», але відзначив складність кінцевого підрахунку балів та певні недоліки у балансі. Удо Бартш вважає гру «привабливою» і відзначає чудову тематику.
Лісова Метушня була включена до списку рекомендацій Kennerspiel des Jahres 2024. Вона здобула перше місце на Deutscher Spiele Preis 2024 і була номінована на Nederlandse Spellenprijs .
У 2024 році також вийшло перше доповнення Лісова Метушня: Альпи, яке додало 36 нових карт з новими деревами та мешканцями альпійських лісів.